# Yakuhananomia yakui
Yakuhananomia yakui is een keversoort uit de familie spartelkevers (Mordellidae). De wetenschappelijke naam van de soort is voor het eerst geldig gepubliceerd in 1930 door Kôno.